# Горошишин, Максим Максимович
Максим Горошишин (14 апреля 1989 года, с. Басань, Пологовский район, Запорожская область — 20 февраля 2014 года, Киев) — общественный активист, волонтер Евромайдана. Герой «Небесной Сотни». Герой Украины (2014, посмертно).

## Биография
Максим Горошишин родился 14 апреля 1989 г. в с. Басань, Пологовского р-на Запорожской обл. Он был последним 8-м ребёнком в семье, у него было 3 сестры и 4 брата. Детство его проходило в материальной нужде. С первого класса Максим вынужден был учиться в Токмакском интернате (Запорожская обл.). На протяжении всех лет обучения Максим постоянно наведывался домой, рассказывал о повседневных буднях, мать же в свою очередь со старшими детьми тоже периодически заезжали к нему.

## На Майдане
Максим Горошишин стал активным участником январских событий 2014 г. на улице Грушевского. Во время противостояний с силовиками отравился вредными газами. Состояние здоровья Горошишина постепенно ухудшалось и 31 января, после длительного периода заболевания, он был госпитализирован в Киевскую городскую больницу № 17 с диагнозом «Острая форма пневмонии». Болезнь прогрессировала, лечение не помогло, и 19 февраля 2014 года Максим скончался.

## Память
Похоронен 23 февраля в селе Грушковка Каменского района, Черкасской области
В конце лета 2014 года на его могиле на средства общины был установлен гранитный памятник в честь Героя Майдана. В селе Грушковка именем Максима Горошишина названа одна из улиц.

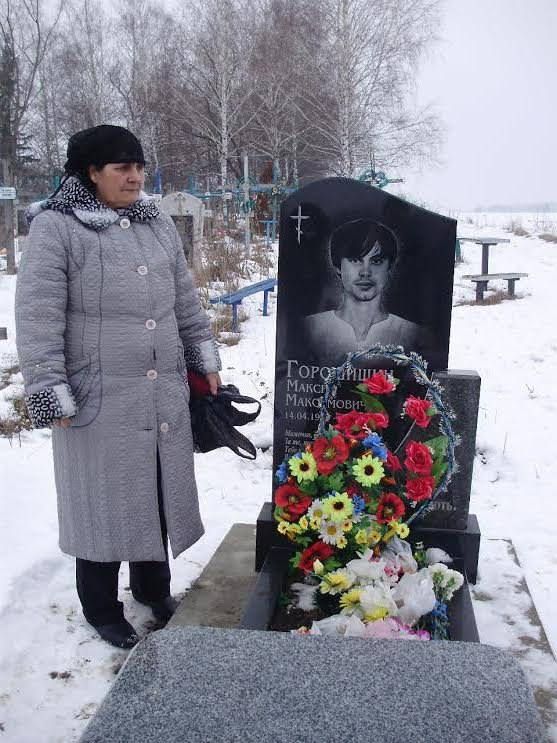

### Награды
- Звание Герой Украины с вручением ордена «Золотая Звезда» (21 ноября 2014, посмертно) — за гражданское мужество, патриотизм, героическое отстаивание конституционных принципов демократии, прав и свобод человека, самоотверженное служение Украинскому народу, обнаруженные во время Революции достоинства[1]
- Награда «За особые заслуги перед Черкащиной». Вручена матери Максима Председателем Черкасской областной государственной администрации Ю. А. Ткаченко 19 февраля 2015 года[2].
- Медаль «За жертвенность и любовь к Украине» (УПЦ КП, июнь 2015) (посмертно)[3]